# 放蕩主義
放蕩主義（英語：Libertine或 Libertinism）或蕩放主義是指一類缺乏普遍道德原則、責任感或約束、脫離社會和宗教的正常觀念和道德束縛的人，這類人常常被受到歡迎或被排斥。放蕩主義有時被視為享樂主義的一種極端，其重視身體上、通過感官體驗上得到的快樂。在现代，这个词也常用于那些在不通礼教，在道德方面上过度潇洒的人身上。
放蕩主義作為一種哲學觀點，活躍于17-19世紀的歐洲（英法两国为主）之政治和社會群體。其為一種自由思想哲學；首先用于指稱一個於16世紀的荷蘭，反抗既有傳統的再洗礼派別。要注意的這“自由思想”指反對既有傳統、信念、權威和信仰的哲學。其在18世紀和世紀的英格蘭和法國得到新支持者，代表人物有薩德侯爵和艾利斯特·克勞利。現時放蕩主義相關於施虐與受虐、虛無主義和不限于與一長期伴侶的愛情和开放式关系。1782年出版的《危險關係》鮮明地以性為題表達了放蕩主義。

## 歷史
「Libertine」這個詞彙最早由約翰．加爾文所創造，是一種負面的詞彙，用來描述其在瑞士日內瓦推行之政策的反對者。